# Рапсодија у црном
„Рапсодија у црном” је југословенски кратки филм из 1966. године. Режирао га је Сава Поповић који је написао и сценарио.

## Улоге
| Глумац            | Улога |
| ----------------- | ----- |
| Предраг Ћерамилац |       |
| Иван Иванов       |       |
| Неда Спасојевић   |       |